# Vernonia rigida
Vernonia rigida là một loài thực vật có hoa trong họ Cúc. Loài này được (Sw.) Sw. miêu tả khoa học đầu tiên năm 1806.